# Quincy Pondexter
Quincy Pondexter (ur. 10 marca 1988 we Fresno) – amerykański koszykarz, grający na pozycji rzucającego obrońcy.
Pondexter uczęszczał do San Joaquin Memorial High School w rodzinnym Fresno, gdzie grali także bracia bliźniacy Robin i Brook Lopez. W swoim ostatnim (senior) roku w szkole średniej zdobywał średnio 23 punktów, 7 zbiórek i 6 asyst na mecz. Na University of Washington grał przez cztery lata. W swoim czwartym, ostatnim sezonie zdobywał średnio 19,3 punktów (przy skuteczności z pola 52,8%) i 7,4 zbiórki. Był też w składzie kadry amerykańskiej na Uniwersjadzie 2009, która zdobyła brązowy medal. Został wybrany z 26 numerem w drafcie 2010 przez Oklahoma City Thunder, a potem wymieniony do New Orleans Hornets. 24 grudnia 2011 został wymieniony do Memphis Grizzlies za Greivisa Vásqueza. 31 października 2013 Pondexter podpisał czteroletnie przedłużenie kontraktu z Grizzlies. 7 grudnia Grizzlies ogłosili, że Pondexter opuści resztę sezonu 2013/14 z powodu złamania przewlekłego w prawej stopie.
12 stycznia 2015, w ramach wymiany między trzema klubami, trafił do New Orleans Pelicans. 1 września 2017 został zawodnikiem Chicago Bulls. 1 lutego 2018 został zwolniony.
29 sierpnia 2018 dołączył do San Antonio Spurs.

## Życie prywatne
Jego wujem jest były gracz Chicago Bulls, Cliff Pondexter. Jego ojciec, Roscoe Pondexter był zaś wybrany w trzeciej rundzie draftu 1974 przez Boston Celtics, jednak nigdy nie podpisał kontraktu z tym klubem; grał za to przez 10 lat w Europie i Ameryce Południowej.